# Stefan Behm
Stefan Behm (* 10. Dezember 1929 in Northampton, Pennsylvania; † 16. Oktober 2005) war ein österreichischer Politiker (ÖVP) und Landwirt. Behm war von 1977 bis 1991 Abgeordneter zum Burgenländischen Landtag.
Behm wurde als Sohn des Kellners Ferdinand Behm in den USA geboren, wobei sein Vater zuletzt in leitender Stellung im Service eines Großrestaurants sowie in einem Versandhaus-Expedit in New York gearbeitet hatte. 1931 übersiedelte Behm mit seinen Eltern zurück nach Moschendorf. Seine Eltern emigrierten 1936 erneut in die USA und ließen ihren Sohn Stefan bei den Großeltern zurück. Behm besuchte zwischen 1936 und 1944 die Volksschule in Moschendorf und arbeitete danach in der Landwirtschaft seiner Großeltern mit. 1946 wurde er mit der Führung des landwirtschaftlichen Betriebes betraut, den er 1950 komplett übernahm. Behm wurde als Landwirt 1985 der Berufstitel Ökonomierat verliehen. Als Landwirt war Behm zudem von 1968 bis 1985 Kammerrat der Burgenländischen Landwirtschaftskammer.
Im politischen Bereich war Behm zwischen 1958 und 1967 als Gemeinderat in Moschendorf aktiv, 1960 wurde er zudem zum ÖVP-Ortsparteiobmann gewählt. Er war danach von 1967 bis 1970 Bürgermeister von Moschendorf und übernahm nach der Gemeindezusammenlegung 1971 das Amt des Bürgermeisters von Strem, dass er bis 1992 ausübte. Zudem war Behm von 1973 bis 1993 als Bezirksobmann des Bauernbundes aktiv und vertrat die ÖVP zwischen dem 16. Dezember 1977 und dem 18. Juli 1991 im Burgenländischen Landtag.
Zu den politischen Schwerpunkte der Arbeit Behms gehörten Pension- und Sozialangelegenheiten sowie die Weiterentwicklung des Pinka- und Stremtales. Auf seine Initiative wurde das Weinmuseum Moschendorf gegründet.